# Роки Маунт (Вирџинија)
Роки Маунт (енгл. Rocky Mount) град је у америчкој савезној држави Вирџинија. По попису становништва из 2010. у њему је живело 4.799 становника.

## Демографија
Према попису становништва из 2010. у граду је живело 4.799 становника, што је 733 (18,0%) становника више него 2000. године.
| Група             | 2000.         | 2010.         |
| Белци             | 3.007 (74,0%) | 3.484 (72,6%) |
| Афроамериканци    | 905 (22,3%)   | 912 (19,0%)   |
| Азијати           | 45 (1,1%)     | 62 (1,3%)     |
| Хиспаноамериканци | 68 (1,7%)     | 231 (4,8%)    |
| Укупно            | 4.066         | 4.799         |